# Christine Caron
Christine (Kiki) Caron (uitspraakⓘ) (Parijs, 10 juli 1948) is een Frans voormalig zwemster. Ze nam deel aan twee edities van de Olympische Zomerspelen: Tokio 1964 en Mexico-Stad 1968. In 1964 won ze olympisch zilver op de 100 meter rugslag.

## Biografie

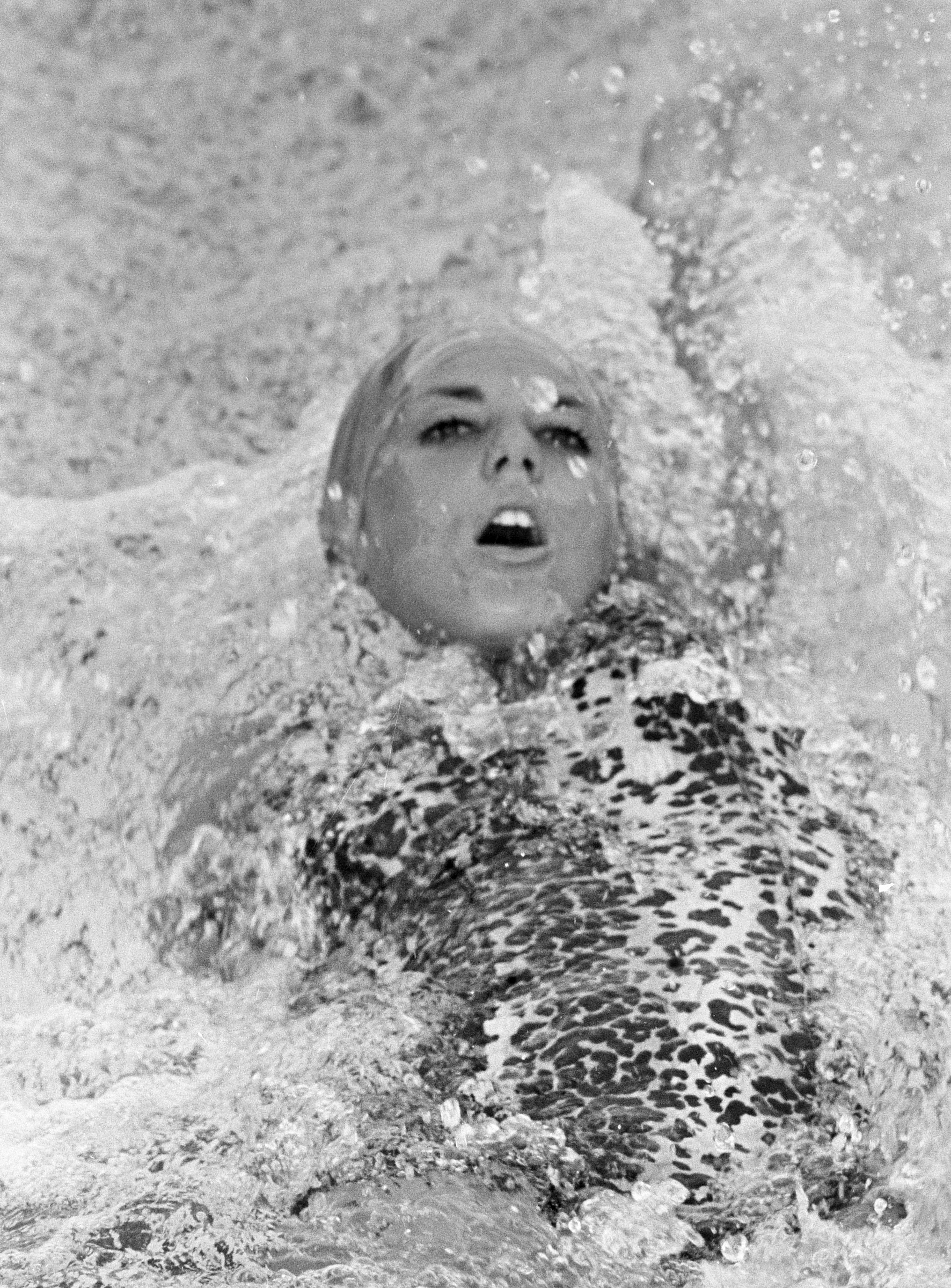
Caron in 1966

Caron, lid van omnisportclub Racing Club de France en zus van olympisch zwemster Annie Caron, won veertien nationale titels op de 100 en 200 meter rugslag en vlinderslag, en in een tijdspanne van zeven jaar. Op 14 juni 1964 zette ze verrassend het wereldrecord op de 100 meter rugslag op haar naam. Ze nam dat daarmee over van de Amerikaanse Donna de Varona. Een paar maanden later, tijdens de Olympische Zomerspelen in Tokio, finishten Cathy Ferguson, Ginny Duenkel en Caron alle drie vrijwel gelijktijdig op de 100 meter rugslag. Voor het eerst moest met elektronische tijdswaarneming worden bepaald wie de winnaar was, dat bleek Ferguson te zijn. Caron werd tweede. In 1965 versloeg ze haar alsnog op de Amerikaanse nationale kampioenschappen.
De Française was ook de snelste op de 100 meter rugslag bij Australische en Mexicaanse nationale kampioenschappen. Ze won in 1966 goud op deze afstand met de Europese kampioenschappen in Utrecht, en verbeterde elf keer de Europese records op de 100 en 200 meter rugslag. In 1968 mocht Caron tijdens de openingsceremonie van de Olympische Spelen in Mexico-Stad als eerste Europese vrouw de vlag van haar land dragen. Die Spelen waren overigens minder succesvol: ze behaalde op zowel de 100 als de 200 meter rugslag niet de finale. Later zou Caron gaan werken als pr-medewerker in de zwembusiness.
Caron werd in 1998 opgenomen in de International Swimming Hall of Fame. In 2005 werd ze benoemd tot Ridder in het Franse Legioen van Eer. Een jaar later bracht ze haar autobiografie Kiki uit.

## Erelijst
- Olympische Zomerspelen: 1x
- Europese kampioenschappen: 1x

- Bibliothèque nationale de France: cb121723638 (data)
- International Standard Name Identifier: 0000 0000 0068 946X
- Réseau des bibliothèques de Suisse occidentale: 02-A003078387
- Système universitaire de documentation: 030272467
- Virtual International Authority File: 7431816